# Kadomskij rajon
Il Kadomskij rajon (in russo Кадомский район?) è un rajon dell'Oblast' di Rjazan', nella Russia europea; il capoluogo è Kadom. Istituito nel 1929, ricopre una superficie di 2.969 chilometri quadrati ed ospita una popolazione di circa 9.000 abitanti.